# Marie-Thérèse Eyquem
Marie-Thérèse Eyquem (La Teste-de-Buch, 6 settembre 1913 – Moustier-Ventadour, 8 agosto 1978) è stata un'attivista francese.
Impegnata nella promozione e nello sviluppo dello sport femminile, si batté per questo tema nella Fédération sportive de France e nella Fédération internationale catholique d’éducation physique et sportive, partecipando attivamente alla vita politica dei primi anni 1960. Membro del Partito Socialista Francese e sostenitrice del femminismo, è anche conosciuta per le sue opere letterarie. Dopo la sua morte, ricevette il Collare d'argento dell'Ordine olimpico.